# Svetislav Hođera
Svetislav Hođera (srbsko Светислав Хођера), srbski pravnik in politik, * 12. november 1888, Niš, † 20. januar 1961.
V Parizu je končal višjo trgovsko šolo, nato se je lotil še študija prava, ki pa ga je dokončal v Beogradu. Udeležil se je balkanskih vojn in prve svetovne vojne, v kateri je bil težko ranjen.
Leta 1918 se je zaposlil v zunanjem ministrstvu in bil do konca 1922 tajnik jugoslovanskih poslaništev v Stockholmu, Budimpešti in Bruslju, nakar je pustil državno službo ter se posvetil odvetništvu. Bil je član Narodne radikalne stranke. Leta 1929 se je vrnil v državno službo kot šef kabineta predsednika prve diktatorske vlade Petra Živkovića in na tem položaju ostal do skupščinskih volitev leta 1931, na katerih je bil izvoljen za narodnega poslanca. Maja 1933 je s tovariši ustanovil Jugoslovansko narodno stranko. Oktobra 1938 je stopil v Stojadinovićevo vlado kot minister brez portfelja. Bil je zelo dejaven na področju jugoslovanskega letalstva.